# Lijst van James Bondfilms
De lijst van James Bondfilms bevat sinds 2021 25 officiële en 2 onofficiële films. De filmreeks begon met Dr. No in 1962 en de vijfentwintigste en laatste film No Time to Die verscheen in 2021.

## Achtergrond
James Bond is een fictief karakter bedacht door de Britse schrijver Ian Fleming in 1953. Het is een Britse geheim agent werkend voor de MI6 onder de codenaam 007. Bond is door zeven verschillende acteurs vertolkt: Sean Connery, David Niven, George Lazenby, Roger Moore, Timothy Dalton, Pierce Brosnan en Daniel Craig. EON Productions bezit de rechten van de Flemings Bond-boeken en maakte vijfentwintig van de zevenentwintig films over het personage.
Albert R. Broccoli en Harry Saltzman verkregen de rechten over de boeken van Fleming in 1961. Samen richten ze EON Productions op dat met de financiële steun van United Artists de eerste film Dr. No uitbracht. De film werd geregisseerd door Terence Young en Sean Connery was de eerste vertolker van James Bond. Broccoli en Saltzman richten eveneens de maatschappij Danjaq op om het uitbrengen van toekomstige projecten in de James Bondreeks te kunnen garanderen. EON Productions bracht uiteindelijk vijfentwintig films uit met de meeste recente film No Time to Die uit 2021. Met een opbrengst van $7,8 miljard is het de vijfde meest succesvolle filmreeks. Met inflatie meegerekend heeft de filmreeks $12,676 miljard opgebracht, met een gecorrigeerde inflatie van $19,2 miljard.

### Oscars
De James Bondfilms hebben zes Oscars gewonnen: een Oscar voor beste geluid in Goldfinger, een Oscar voor beste visuele effecten in Thunderball, een Oscar voor beste originele nummer voor Adele's titselsong in Skyfall, een Oscar voor beste originele nummer voor Sam Smiths titelsong Writing's on the Wall in Spectre en voor Billie Eilish' titelsong in No time to Die. Andere titelsongs die genomineerd zijn voor een Oscar waren Paul McCartneys Live and Let Die, Carly Simons Nobody Does It Better van The Spy Who Loved Me en Sheena Eastons For Your Eyes Only. In 1982 ontving Albert R. Broccoli een Irving G. Thalberg Memorial Award.

### Twee onofficiële films
Toen Broccoli en Saltzman de rechten kochten van de bestaande en toekomstige Fleming-boeken, bevatte de deal niet Casino Royale, die reeds was verkocht aan producent Gregory Ratoff voor een televisieadaptie in 1954. Na Ratoffs dood werden de rechten doorverkocht aan Charles K. Feldman, die in 1967 al een onofficiële Casino Royale uitbracht als parodie op James Bond.
De tweede onofficiële film is Never Say Never Again uit 1983.  Een rechtszaak zorgde ervoor dat de rechten van Thunderball in de handen kwamen van Kevin McClory doordat hij, Fleming en scriptschrijver Jack Whittingham een filmscript had geschreven gebaseerd op de roman. Ondanks dat EON Productions en McClory hun krachten bundelden om Thunderball in 1964 te produceren, behield McClory de rechten voor deze adaptie van Thunderball. De rechten van deze beide films behoren tot Metro-Goldwyn-Mayer, dat eveneens de reguliere EON-producties beheert.

## EON-films
| Film | Titel                           | Jaar | Regisseur          | James Bond     | Budget        | Opbrengst       | IMDb |
| ---- | ------------------------------- | ---- | ------------------ | -------------- | ------------- | --------------- | ---- |
| 1    | Dr. No                          | 1962 | Terence Young      | Sean Connery   | $ 1.100.000   | $ 59.600.000    | 7,3  |
| 2    | From Russia with Love           | 1963 | Terence Young      | Sean Connery   | $ 2.000.000   | $ 78.900.000    | 7,5  |
| 3    | Goldfinger                      | 1964 | Guy Hamilton       | Sean Connery   | $ 3.000.000   | $ 124.900.000   | 7,7  |
| 4    | Thunderball                     | 1965 | Terence Young      | Sean Connery   | $ 9.000.000   | $ 141.200.000   | 7,0  |
| 5    | You Only Live Twice             | 1967 | Lewis Gilbert      | Sean Connery   | $ 9.500.000   | $ 111.600.000   | 6,9  |
| 6    | On Her Majesty's Secret Service | 1969 | Peter Hunt         | George Lazenby | $ 7.000.000   | $ 87.400.000    | 6,8  |
| 7    | Diamonds Are Forever            | 1971 | Guy Hamilton       | Sean Connery   | $ 7.200.000   | $ 116.000.000   | 6,7  |
| 8    | Live and Let Die                | 1973 | Guy Hamilton       | Roger Moore    | $ 7.000.000   | $ 126.000.000   | 6,8  |
| 9    | The Man with the Golden Gun     | 1974 | Guy Hamilton       | Roger Moore    | $ 13.000.000  | $ 97.600.000    | 6,8  |
| 10   | The Spy Who Loved Me            | 1977 | Lewis Gilbert      | Roger Moore    | $ 14.000.000  | $ 185.400.000   | 7,1  |
| 11   | Moonraker                       | 1979 | Lewis Gilbert      | Roger Moore    | $ 34.000.000  | $ 210.300.000   | 6,3  |
| 12   | For Your Eyes Only              | 1981 | John Glen          | Roger Moore    | $ 28.000.000  | $ 194.900.000   | 6,8  |
| 13   | Octopussy                       | 1983 | John Glen          | Roger Moore    | $ 27.500.000  | $ 187.500.000   | 6,6  |
| 14   | A View to a Kill                | 1985 | John Glen          | Roger Moore    | $ 30.000.000  | $ 152.400.000   | 6,3  |
| 15   | The Living Daylights            | 1987 | John Glen          | Timothy Dalton | $ 30.000.000  | $ 191.200.000   | 6,7  |
| 16   | Licence to Kill                 | 1989 | John Glen          | Timothy Dalton | $ 32.000.000  | $ 156.200.000   | 6,6  |
| 17   | GoldenEye                       | 1995 | Martin Campbell    | Pierce Brosnan | $ 58.000.000  | $ 351.500.000   | 7,2  |
| 18   | Tomorrow Never Dies             | 1997 | Roger Spottiswoode | Pierce Brosnan | $ 110.000.000 | $ 333.011.068   | 6,5  |
| 19   | The World Is Not Enough         | 1999 | Michael Apted      | Pierce Brosnan | $ 175.000.000 | $ 361.832.377   | 6,4  |
| 20   | Die Another Day                 | 2002 | Lee Tamahori       | Pierce Brosnan | $ 195.000.000 | $ 431.971.116   | 6,1  |
| 21   | Casino Royale                   | 2006 | Martin Campbell    | Daniel Craig   | $ 210.000.000 | $ 616.502.912   | 8,0  |
| 22   | Quantum of Solace               | 2008 | Marc Forster       | Daniel Craig   | $ 230.000.000 | $ 589.580.482   | 6,6  |
| 23   | Skyfall                         | 2012 | Sam Mendes         | Daniel Craig   | $ 255.000.000 | $ 1.108.694.081 | 7,8  |
| 24   | Spectre                         | 2015 | Sam Mendes         | Daniel Craig   | $ 245.000.000 | $ 880.614.360   | 6,8  |
| 25   | No Time to Die                  | 2021 | Cary Fukunaga      | Daniel Craig   | $ 250.000.000 | $ 774.153.007   | 7,5  |

1. ↑  De wereldwijde opbrengst.
2. ↑  De user ratings van IMDb (op 10 april 2018).

### Dr. No (1962)
Strangways, de chef van MI6 in Jamaica is vermoord. De Britse agent James Bond (007) wordt naar Jamaica gestuurd om onderzoek te doen naar de zaak. Bond ontmoet Quarrel, een visserman, die samenwerkte met Strangways op nabijgelegen eilanden om minerale monsters te verzamelen. Een van de eilanden betreft Crab Key, dat toebehoort aan Dr. No.
Bond en Quarrel bezoeken het eiland en ontmoeten daar Honey Ryder, een lokale schelpenverzamelaarster. De drie worden aangevallen door de mannen van Dr. No. Quarrel wordt gedood door een vlammenwerper en Bond en Ryder worden gevangen genomen. Dr. No vertelt Bond dat hij toebehoort aan een organisatie genaamd SPECTRE, the Special Executive for Counter-intelligence, Terrorism, Revenge en Extortion en van plan is en het Mercuryprogramma van Cape Canaveral Space Force Station te verhinderen met zijn atoomaangedreven radiostraal. Bond en Ryder weten echter van het eiland te ontsnappen, Dr. No te doden en zijn eiland te verwoesten.

### From Russia With Love (1963)
SPECTRE's expert Kronsteen, bekend als Number Five, bedenkt een plan om een Lektor cryptografie van de Sovjet-Unie te stelen en het terug te verkopen om wraak te krijgen op Bond voor het vermoorden van Dr. No. Voormalig SMERSH agente Rosa Klebb, bekend als Number Three, krijgt de leiding over de missie. Ze rekruteert Donald Red Grant, een huurmoordenaar, en Tatiana Romanova die zij als lokaas gebruikt om Bond naar een Sovjet consulaat in Istanboel te lokken.
Bond reist naar Turkije waar hij Kerim Bey ontmoet, de officier van MI6 in Turkije. Met de hulp van Romanova weten ze de Lektor te bemachtingen en ontsnappen door te reizen met de Orient Express. Onderweg worden ze aangevallen door Grant die Bey weet te doden. Grant doet zich voor als een andere Britse agent en drogeert Romanova. Bond weet Grant te verleiden om zijn aktetas te openen met traangas als boobytrap erin, waardoor Bond Grant kan doden. Bond en Romanova ontsnappen met de Lektor naar Venetië. Kronsteen wordt geëlimineerd door een onbekende baas van SPECTRE voor zijn falen. Klebb, die zich voordoet als hotelmeisje, probeert de Lektor te stelen en Bond te doden. Zij wordt echter doodgeschoten door Romanova.

### Goldfinger (1964)
Bond wordt op een nieuwe missie gestuurd om Auric Goldfinger, een edelmetaalhandelaar, te observeren. Hij verdenkt Goldfinger op valsspelen tijdens een kaartspel en weet zijn persoonlijke assistente Jill Masterton te verleiden de controle over te nemen. Masterson wordt echter door Oddjob, Goldfingers Koreaanse handlanger, in goud gesmolten en sterft. Bond doet onderzoek naar Goldfingers goudoperatie en volgt hem naar Zwitserland. Wanneer hij Goldfingers plannen weet te verijdelen, neemt diezelfde Goldfinger hem gevangen op een stokerij in Kentucky. Bond weet te ontsnappen en luistert een ontmoeting van Goldfinger met Amerikaanse maffiosi af, waarin hij hoort dat Goldfinger zijn plan presenteert om Fort Knox te beroven door een drogerend gas te gebruiken.
Bond wordt nogmaals gevangengenomen en ontmoet op een privéjet Pussy Galore, Goldfingers privépilote, en weet haar te overtuigen om de Amerikaanse autoriteiten te informeren. Goldfingers privéleger weet in te breken in Fort Knox en de kluis te bereiken waarna Bond Oddjob weet te elektrocuteren en te vermoorden. Tegelijkertijd vecht het Amerikaanse leger met Goldfingers privéleger. Goldfinger weet in te breken in Galores privéjet, maar Bond weet al worstelend ervoor te zorgen dat Goldfinger een kogel in een raam schiet, waardoor hij uit het raam wordt geblazen en overlijdt.

### Thunderball (1965)
Bond doet onderzoek naar kaping van de Avro Vulcan, geladen met twee atoombommen, door SPECTRE. Voor de terugkeer van de atoombommen vraagt de organisatie een afkoopsom. Bond komt op de Bahama's terecht, waar hij CIA-lid en vriend Felix Leiter ontmoet. Het duo vermoedt dat Emilio Largo, die kort daarna wordt ontmaskerd als SPECTRE's Number Two, verantwoordelijk is voor de kaping. Ze doen onderzoek naar de omgeving van Largo's jacht en naar de plek waar de jacht naartoe is gevaren. Na het vinden van de Avro Vulcan, zonder de twee atoombommen, regelen Bond en Leiter dat Largo's jacht wordt getraceerd en leiden hem in een hinderlaag na het verplaatsen van de bommen. Samen met de hulp van Domino Derval weten ze Largo's plan te verijdelen en hem te doden. 

### You Only Live Twice (1967)
007 wordt naar Japan gestuurd om onderzoek te doen naar de verdwijning van het ruimtevaartuig Jupiter 16 en de kidnapping van een astronaut van het Geminiprogramma. Na zijn aankomst ontmoet Bond Aki, de assistent van Tiger Tanaka werkend voor de Japanse geheime dienst. Bond ontdekt dat het meesterbrein achter de verdwijning SPECTRE's Number One Ernst Stavro Blofeld blijkt te zijn, die samenwerkt met de plaatselijke industrieel Mr. Osato. Bond weet de locatie van SPECTRE's geheime lanceerbasis te ontdekken en ontmoet aldaar Blofeld. Blofeld vertelt Bond over zijn plannen om het ruimtevaartuig Bird One te gebruiken als vijandig ruimtevaartuig om de Koude Oorlog in de Derde Wereldoorlog te doen laten veranderen.
Tanaka's ninjatroepen weten het eiland over te nemen doordat Bond Blofeld weet af te leiden om de geheime basis open te zetten. Tijdens de overneming wordt Mr. Osato geliquideerd en weet Bond af te rekenen met Hans, een huurmoordenaar van SPECTRE. Blofeld start zelfvernietiging van de basis en weet te ontkomen. Bond, Tanaka en Kissy Suzuki weten te ontsnappen voordat basis explodeert en worden gered door een onderzeeër.

### On Her Majesty's Secret Service (1969)
Tijdens zijn zoektocht naar Blofeld, redt Bond (nu gespeeld door George Lazenby) Tracy di Vicenzo van zelfmoord op een strand. De twee ontmoeten elkaar opnieuw in een casino. Bond ontvangt informatie van Marc-Ange Draco, het hoofd van de Europese misdaadsyndicaat Unione Corse en Tracy's vader, over een Zwitserse advocaat van Blofeld. Bond weet in te breken in het kantoor van deze advocaat en ontdekt dat Blofeld samenwerkt met het College of Arms in Londen. Hij doet zich voor als afgezant van het college tijdens een ontmoeting in Piz Gloria in de Zwitserse Alpen. Aldaar ontdekt Bond dat Blofeld zijn patiënten hersenspoelt om bacteriologische oorlogsvoeringsmiddelen te verspreiden over verschillende delen van de wereld. 
Bond weet uit Piz Gloria te ontsnappen nadat Blofeld hem als Britse agent identificeert. Samen met Draco's vallen ze de kliniek in en weten deze over te nemen, terwijl Blofeld weet te ontsnappen. Bond trouwt met Tracy, maar terwijl de twee op huwelijksreis gaan wordt Tracy vermoord door Irma Bunt, Blofelds partner.

### Diamonds Are Forever (1971)
Bond (nu weer vertolkt door Sean Connery) doet onderzoek naar een grote smokkel van diamanten vanuit Afrika via Nederland en het Verenigd Koninkrijk naar de Verenigde Staten. Vermomd als professioneel smokkelaar en moordenaar Peter Franks ontmoet Bond Tiffany Case in Amsterdam. Nadat hij de echte Franks heeft vermoord, reist Bond door naar de Verenigde Staten, waar hij Felix Leiter ontmoet. Het spoor gaat verder naar de Whyte House, een casino van miljardair Willard Whyte. Hier ontmoet Bond Plenty O'Toole die na een mislukt liefdesavontuur met Bond wordt aangezien als Case en daarom wordt geliquideerd. Hierna voegt Case zich aan Bonds zijde.
Bond volgt de diamantenroof tot aan de overname van Bert Saxby, Whytes hoofd van de beveiliging, en doet onderzoek naar een laboratorium toebehorend aan Whyte. Hier ontdekt hij een laser die is gemaakt door een specialist genaamd Dr. Metz. Bond bezoekt Whyte, maar stuit in plaats van Whyte op Blofeld. 007 wordt gevangengenomen door Blofeld die onthult dat de laser nucleaire raketten kan verwoesten en wordt verkocht aan de hoogste bieder. Bond weet te ontsnappen en volgt Blofeld naar een booreiland. Aldaar weet hij het plan te verijdelen en Blofelds organisatie uiteen te drijven.

### Live and Let Die (1973)
James Bond (gespeeld door Roger Moore) wordt op missie gestuurd om onderzoek te doen naar de moord van drie MI6-agenten in 24 uur tijd. De agenten deden alle drie onderzoek naar de operatie van Dr. Kananga, de dictator van het fictieve eiland San Monique. Bond stuit in New Orleans op Mr. Big, een Amerikaanse gangster en eigenaar van het restaurant Filet of Soul, en Solitaire, een waarzegster die gebruikmaakt van tarotkaarten.
Op San Monique ontdekt Bond dat Kanaga twee ton aan heroïne verbouwt en zijn papavervelden beschermd door gebruik te maken van voodoo en occultisme. Hij ontmaagdt Solitaire, die hierdoor haar waarzegkrachten kwijtraakt. 007 weet eveneens Mr. Big te ontmaskeren als Dr. Kananga die via zijn Filet of Soul restaurant de heroïne wil distribueren. Bond wordt gevangengenomen en door Tee Hee, Kananga's handlanger, naar een krokodillenfarm gebracht. Bond weet te ontkomen via een speedbootachtervolging waarin hij Adam, een huurmoordenaar van Kananga, weet te doden. Ondertussen wordt Solitaire voor haar verraad geëxecuteerd, maar Bond weet dit te verijdelen en Baron Samedi, een handlanger van Kananga, in een kist vol slangen te werpen. Samen met Solitaire weet Bond Kananga zowel zijn paparervelden als hemzelf laten exploderen. Bond en Solitaire reizen vervolgens per trein, waar het duo wordt aangevallen door Tee Hee. Bond weet Tee Hee van zijn metalen arm te ontdoen, waarna hij hem uit het raam werpt en zijn reis met Solitaire kan vervolgen.

### The Man With the Golden Gun (1974)
Nadat MI6 een gouden kogel met daarop 007 ontvangt, gaat Bond op onderzoek uit naar de Britse wetenschapper Gibson die de solex agitator heeft uitgevonden, een apparaat dat zonnestroom benut om de Oliecrisis van 1973 op te lossen. De kogel is afkomstig van een zeker Francisco Scaramanga. Bond lokaliseert Scaramanga in Macau, waar hij Scaramanga's minnares Andrea Anders gouden kogels ziet verzamelen in een casino. Bond volgt Anders naar Hong Kong waar hij haar weet te overtuigen te onthullen dat Scaramanga een afspraak heeft in de Bottoms Up Club. Als Bond daarheen gaat is hij getuige van de moord op Gibson en de roof van de solex agitator door Nick Nack, een handlanger van Scaramanga. Bond ontmoet Scaramanga en Nick Nack tijdens een bokswedstrijd waarin Anders is geliquideerd voor haar verraad. 007 weet Scaramanga te volgen na een eiland in de Zuid-Chinese Zee. Tijdens een rechtsreeks duel met Scaramanga weet Bond hem te vermoorden door zich voor te doen als een neppe James Bond. Bond weet op tijd de solex agitator te verwijderen en ontsnapt in een jonk. Daar wordt hij aangevallen door Nick Nack die berust is op wraak. Bond weet echter Nick Nack te overmeesteren en hem gevangen te zetten.

### The Spy Who Loved Me (1977)
Bond wordt op missie gestuurd om onderzoek te doen naar de verdwijning van ballistische-raketonderzeeërs van de Royal Navy en Marine van de Sovjet-Unie. Zowel Bond als geheim agent XXX, Major Anya Amasova van de KGB, worden op onderzoek uitgestuurd naar Caïro, Egypte om een gestolen microfilm terug te vinden. Het duo stuit op Jaws, een door de geheimzinnig miljardair en kluizenaar Karl Stromberg, die microfilm heeft bemachtigd door de houder Max Kalba te vermoorden. Bond weet de microfilm te bemachtigen maar wordt gedrogeerd door Amasova. De MI6 en KGB bundelen hun krachten en sturen Bond en Amasova naar Sardinië. Na een nieuwe aanval van Jaws te hebben overleefd, doen Bond en Amasova zich voor als een marinewetenschapper en zijn vrouw en ontmoeten Stromberg. Hierna worden zij aangevallen en weet Bond door middel van snufjes in zijn auto de achtervolgers af te schudden. Ondertussen ontdekt Amasova dat Bond haar geliefde heeft vermoord in Berngarten en besluit de missie af te maken met Bond, maar hem daarna te vermoorden. 
Bond en Amasova gaan samen aan boord van een Amerikaanse onderzeeër om op de Liparus, Strombergs onderzeeër, terecht te komen. Hier worden zij al snel ontmaskerd, waarna Stromberg zijn plan onthult om een polarisraket te gebruiken om New York en Moskou te vernietigen om de ondergang van de menselijke beschaving te versnellen. Hierna vertrekt hij met Amasova naar Atlantis. Bond weet te ontsnappen, de Liparus over te nemen en de koers van de raketten te wijzigigen zodat de beide onderzeeërs elkaar vernietigen. Bond vertrekt naar Atlantis waar hij Stromberg weet te vermoorden door hem dood te schieten. Hierna stuit hij op Jaws, die hij voert aan de haaien maar die weet echter te ontkomen door de haaien met zijn metalen gebit dood te bijten. Vervolgens redt Bond Amasova, die zijn pistool overneemt en hem erop wijst Bond na de missie te liquideren. Als Bond aangeeft dat zijn laatste wens is om hun natte kleren uit te doen, worden de twee even later door hun bazen in bed betrapt.